# Stara Kresna, Blagoevgrad
Stara Kresna (în bulgară Стара Кресна) este un sat  situat în partea de sud-vest a Bulgariei, în Comuna Kresna din Regiunea Blagoevgrad. Până în 1978, s-a numit Kresna, dar odată cu declararea localității Gara Pirin oraș și redenumirea sa în Kresna, satului i s-a schimbat numele în Stara Kresna (tradus în limba română  Kresna Veche). La recensământul din 2011 avea o populație de 71 locuitori.

## Demografie
Componența etnică a satului Stara Kresna
     Bulgari (94,36%)
     Nicio identificare (1,4%)
     Altele (4,22%)
La recensământul din 2011, populația satului Stara Kresna era de 71 locuitori. Din punct de vedere etnic, majoritatea locuitorilor (94,36%) erau bulgari. Pentru 1,4% din locuitori nu este cunoscută apartenența etnică.